# Rallicula
Genre
Rallicula est un genre d'oiseaux de la famille des Rallidae. Ce genre est reconnu par le Congrès ornithologique international mais souvent inclus dans le genre Rallina.

## Liste d'espèces
- Rallicula rubra Schlegel, 1871 – Râle marron
- Rallicula leucospila (Salvadori, 1876) – Râle vergeté
- Rallicula forbesi Sharpe, 1887 – Râle de Forbes
- Rallicula mayri (Hartert, 1930) – Râle de Mayr